# Duel (televisieprogramma)
Duel was een Vlaams spelprogramma dat van 1997 tot 2000 uitgezonden werd op de openbare omroep. De eerste twee seizoenen werden gepresenteerd door Luk Alloo, voor het derde seizoen nam Sergio de presentatie over.
Het format werd ook verkocht aan de RTBF, waar het programma gepresenteerd werd door Plastic Bertrand, en aan SBS6 in Nederland.

## Concept
In elke aflevering bekampten twee bekende Vlamingen elkaar in drie ludieke duels ergens in België.  De BV's werden thuis opgehaald of soms ook onverwacht uit hun dagelijkse bezigheden geplukt om het tegen elkaar op te nemen.
De makers waren heel inventief in het verzinnen van opdrachten.  Naast gewone opdrachten zoals "reis om het snelst van Brussel naar Gent met het openbaar vervoer" (een duel dat Phaedra Hoste won van Herman De Croo in seizoen 1) was er bijvoorbeeld ook "kom zo snel mogelijk terug met een gehuwd koppel in bruidskledij, met trouwfoto" (een duel dat Jan Ceulemans won van Jean-Marie De Decker in seizoen 2) of "verzamel in een zo kort mogelijke tijd drie kilo erotisch materiaal" (een duel in seizoen 1 waarin Jo Vally te sterk bleek voor Flor Koninckx).
In het derde seizoen konden de kijkers elke week een pronostiek doen op de winnaar van de volgende aflevering en zo een sleutel van de duel-mobiel winnen.  In de laatste aflevering mochten die twaalf kijkers hun geluk beproeven en wie de juiste sleutel had won de wagen.

## Afleveringen

### Seizoen 1
| Afl. | Uitzenddatum      | Bekende Vlamingen                         |
| ---- | ----------------- | ----------------------------------------- |
| 1    | 7 september 1997  | Martine Jonckheere en Truus Druyts        |
| 2    | 14 september 1997 | Phaedra Hoste en Herman De Croo           |
| 3    | 21 september 1997 | Eddy Planckaert en Philippe Vande Walle   |
| 4    | 28 september 1997 | Walter Grootaers en Bert Anciaux          |
| 5    | 5 oktober 1997    | Pascale Bal en Marijn Devalck             |
| 6    | 12 oktober 1997   | Henk Houwaert en Johan Boskamp            |
| 7    | 19 oktober 1997   | Jo Vally en Flor Koninckx                 |
| 8    | 26 oktober 1997   | Fred Deburghgraeve en Harry Van Barneveld |
| 9    | 2 november 1997   | Jean-Marie Pfaff en Robert Mosuse         |
| 10   | 9 november 1997   | Felice Damiano en Mieke Vogels            |
| 11   | 16 november 1997  | Urbanus en Joyce De Troch                 |
| 12   | 23 november 1997  | Jean-Pierre Van Rossem en Sabine De Vos   |

### Seizoen 2
| Afl. | Uitzenddatum  | Bekende Vlamingen                    |
| ---- | ------------- | ------------------------------------ |
| 1    | 19 april 1998 | Jan Van Rompaey en Goedele Liekens   |
| 2    | 26 april 1998 | Zaki en Sylvia Kristel               |
| 3    | 3 mei 1998    | Louis Vervoort en Wendy Van Wanten   |
| 4    | 10 mei 1998   | Jean-Marie Dedecker en Jan Ceulemans |
| 5    | 17 mei 1998   | Johan Vande Lanotte en Zohra         |
| 6    | 24 mei 1998   | Eddy Wally en Jo Leemans             |
| 7    | 31 mei 1998   | René en Manu Verreth                 |

### Seizoen 3
| Afl. | Uitzenddatum      | Bekende Vlamingen                              |
| ---- | ----------------- | ---------------------------------------------- |
| 1    | 9 juli 2000       | Rob Vanoudenhoven en Johan Museeuw             |
| 2    | 16 juli 2000      | Koen Crucke en Gella Vandecaveye               |
| 3    | 23 juli 2000      | Geena Lisa en Henri d'Udekem d'Acoz            |
| 4    | 30 juli 2000      | Sophie Dewaele en Stefaan De Clerck            |
| 5    | 6 augustus 2000   | Janine Bischops en Marianne Dupon (van De Mol) |
| 6    | 13 augustus 2000  | Peter Van Asbroeck en Willy Sommers            |
| 7    | 20 augustus 2000  | Leen Demaré en Gunther Neefs                   |
| 8    | 27 augustus 2000  | Leah Thys en Dominiek Roosen (van De Mol)      |
| 9    | 3 september 2000  | Sam Gooris en Kelly Pfaff                      |
| 10   | 10 september 2000 | An Swartenbroekx en Michel Vandenbosch         |
| 11   | 24 september 2000 | Barbara Dex en Ben Rottiers                    |
| 12   | 1 oktober 2000    | Yasmine en Ronny Mosuse                        |

## Trivia
- In de aflevering van 23 november 1997 kreeg Jean-Pierre Van Rossem het aan de stok met twee extreemrechtse Gentenaars.
- In de aflevering van 19 april 1998 moesten Jan Van Rompaey en Goedele Liekens een vrijgezel zoeken en voor hem of haar een romantisch etentje organiseren, maar Goedele werd door de zus van de vrijgezel buitengegooid.  Desondanks won Goedele het duel.
- In de aflevering van 31 mei 1998 moesten de broers Verreth vanuit het gehucht Buitenland om ter eerst bij Big Ben in Londen geraken. Bij hun aankomst in Engeland kregen zij echter problemen met de politie omdat de cameraploeg niet over de juiste toelatingen beschikte om te mogen filmen.

## Prijzen en nominaties
In 1997 werd het programma genomineerd voor de Gouden Roos van Montreux in de categorie "spelshow".